# Bentley Continental GT
La Bentley Continental GT è una coupé gran turismo 2+2 prodotta dalla casa automobilistica britannica Bentley dal maggio 2003. Nel 2011 ne è stata presentata la seconda serie, nel 2018 la terza e nel 2024 la quarta.

## Contesto

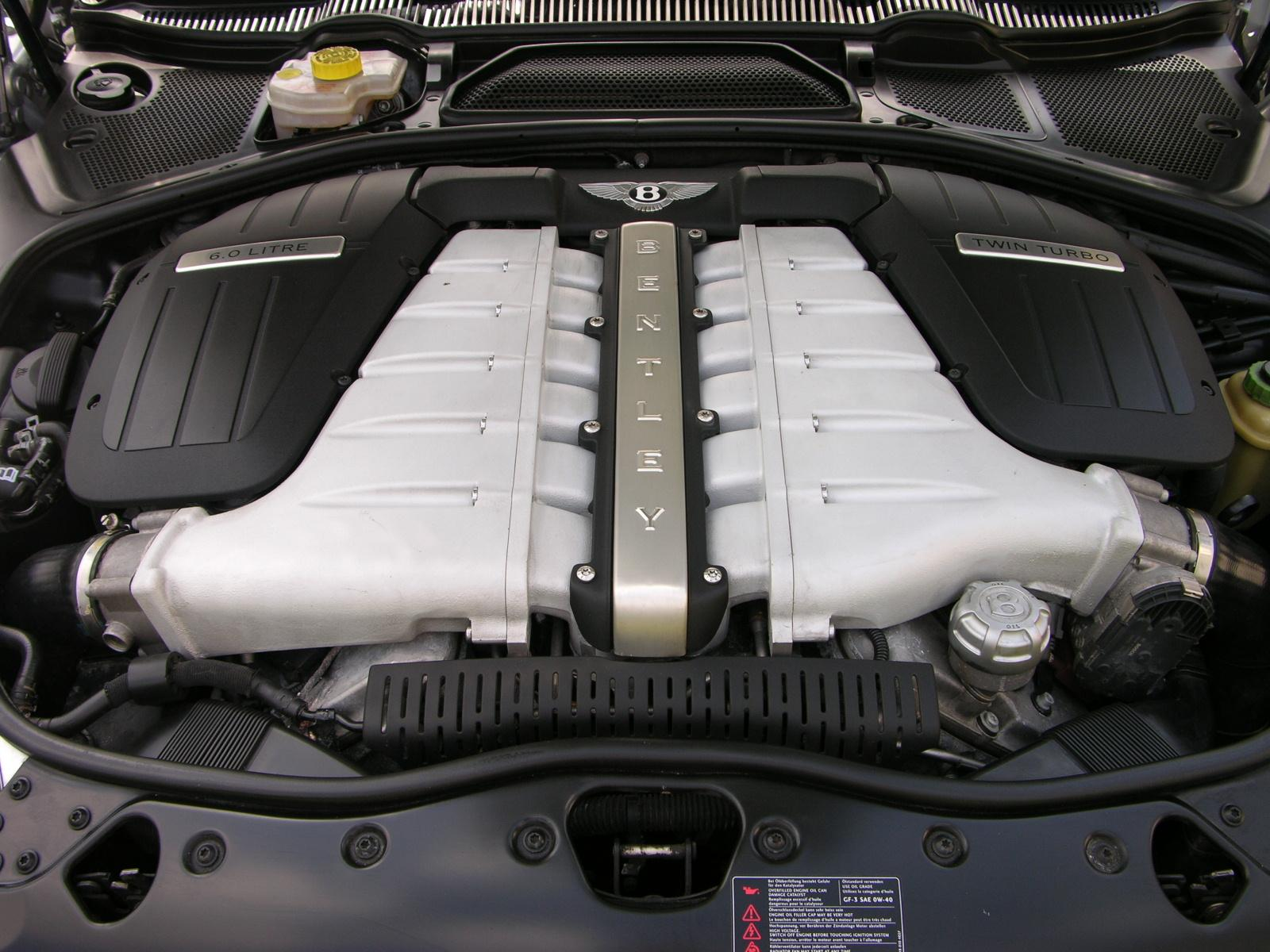
Il motore W12

Nata per sostituire i vecchi modelli Bentley Continental R e T, la Continental GT è il nuovo modello con il quale la Bentley, entrata a far parte del Gruppo Volkswagen, ha posto fine alla lunga dipendenza   dalla inglese Rolls-Royce durata quasi settant'anni. 
La nuova strategia aziendale, orientata alla volontà di rinascita del proprio marchio, ha contribuito a ridefinire con determinazione nuovi parametri stilistici, creando una nuova e più spiccata identità per i propri modelli di vetture.

## Caratteristiche tecniche
A differenza dei modelli che va a sostituire, basati sulla piattaforma Rolls-Royce Silver Spirit/Bentley Mulsanne, la Continental GT deriva dalla piattaforma Volkswagen D3, utilizzata anche dalla Bentley Continental GTC, dalla Bentley Continental Flying Spur, dall'Audi A8 e dalla Volkswagen Phaeton.
Il motore è un 6 litri, 12 cilindri a W di 72º (due bancate ciascuna con 6 cilindri a V di 15º), sovralimentato da due turbocompressori, eroga una potenza di 560 CV a 6100 giri/min, e una coppia motrice di 650 Nm a 1600 giri/min.
La trazione è a quattro ruote motrici, il cambio a sei rapporti è automatico a controllo elettronico, con possibile utilizzo manuale sequenziale.
Velocità massima 318 km/h e accelerazione 0-100 km/h in 4,8 secondi.
Bagagliaio 370 dm³, capacità serbatoio 90 litri.
Consumo: urbano (26,2 litri/100 km), extra-urbano (11,9 litri/100 km), misto (17,1 litri/100 km).
Emissione di CO2 (misto): 410 g/km.

## Prima generazione (2003-2011)
Il veicolo ha debuttato nel 2002 al Motor Show di Parigi, seguito da Le Mans, dal Goodwood Festival of Speed del 2003 e dall'incontro annuale del Bentley Drivers Club del 2003 a Silverstone. L'auto differiva dai precedenti modelli Continental R&T in termini di concetto: sebbene gran parte dell'auto sia assemblata a mano, si tratta di un'auto prodotta in serie e realizzata in numeri significativamente più grandi. Non è un'auto costruita con un pullman. Il prezzo al momento del lancio era meno della metà del prezzo della Continental R, offrendo all'auto una base di clienti più ampia.
La Continental GT è equipaggiata con un motore W12 biturbo da 6,0 litri, che produce una potenza nominale DIN di (412 kW; 552 CV) a 6.100 giri al minuto e una coppia di 650 Nm a 1.600–6.100 giri/min. La trazione integrale permanente basata su Torsen è standard. Può accelerare da 0 a 100 km/h in 4,8 secondi e raggiungere una velocità massima di 318 km/h.

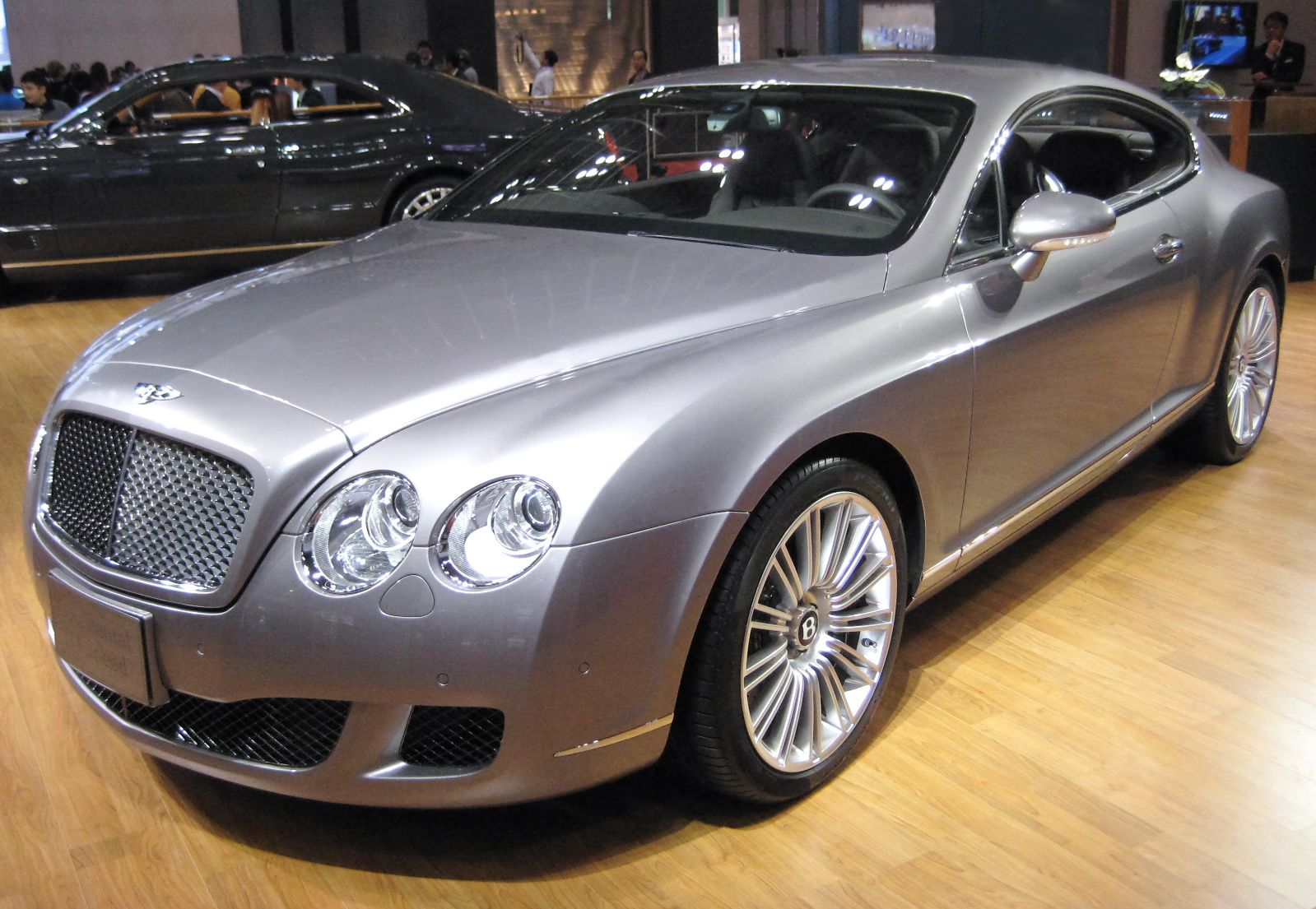
Continental GT Speed

### Continental GT Speed
La Speed è una versione a prestazioni maggiorate della Continental GT. Era dotata di un propulsore W12 da 600 CV di potenza che permetteva la velocità massima di 326 km/h con accelerazione da 0 a 100 km/h in 4,5 secondi. La carrozzeria presentava varie prese d'aria per migliorare il raffreddamento del motore e furono inseriti nuovi pneumatici ad elevate prestazioni con all'interno nuovi cerchi in lega da 20 pollici. L'impianto frenante era costituito da freni a disco carboceramici. L'impianto di scarico di serie venne sostituito da un modello sportivo con terminali in acciaio inox. Nella versione 2021 il motore W12 TSI da 6,0 litri eroga 650 CV spingendo la vettura ad una velocità massima di 335 km/h. Viene introdotto un sistema frenante in carboceramica di nuova concezione come optional e, per la prima volta su una Bentley, l’uso di un differenziale posteriore elettronico (eLSD).

### Continental GT Supersports

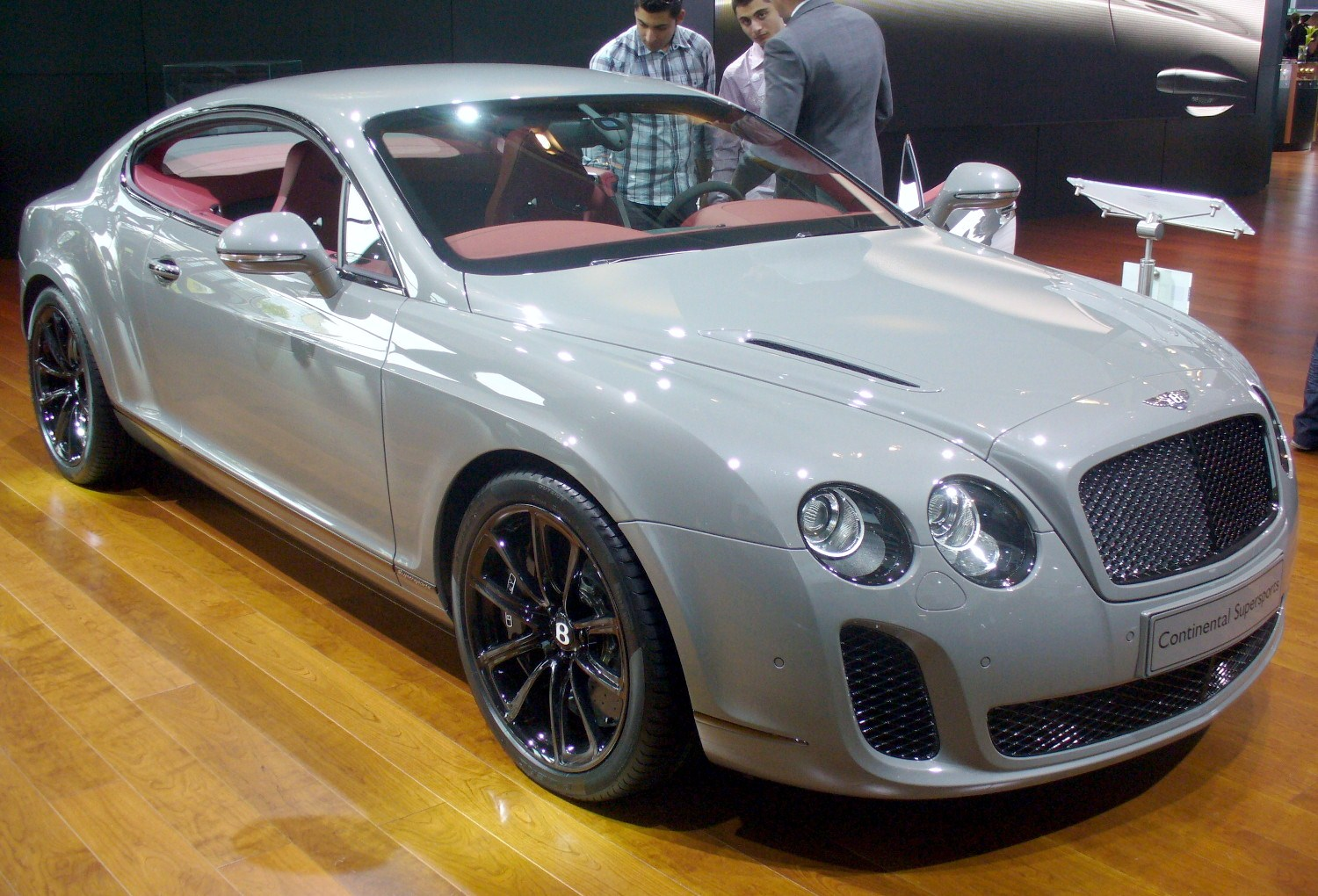
Continental GT Supersports

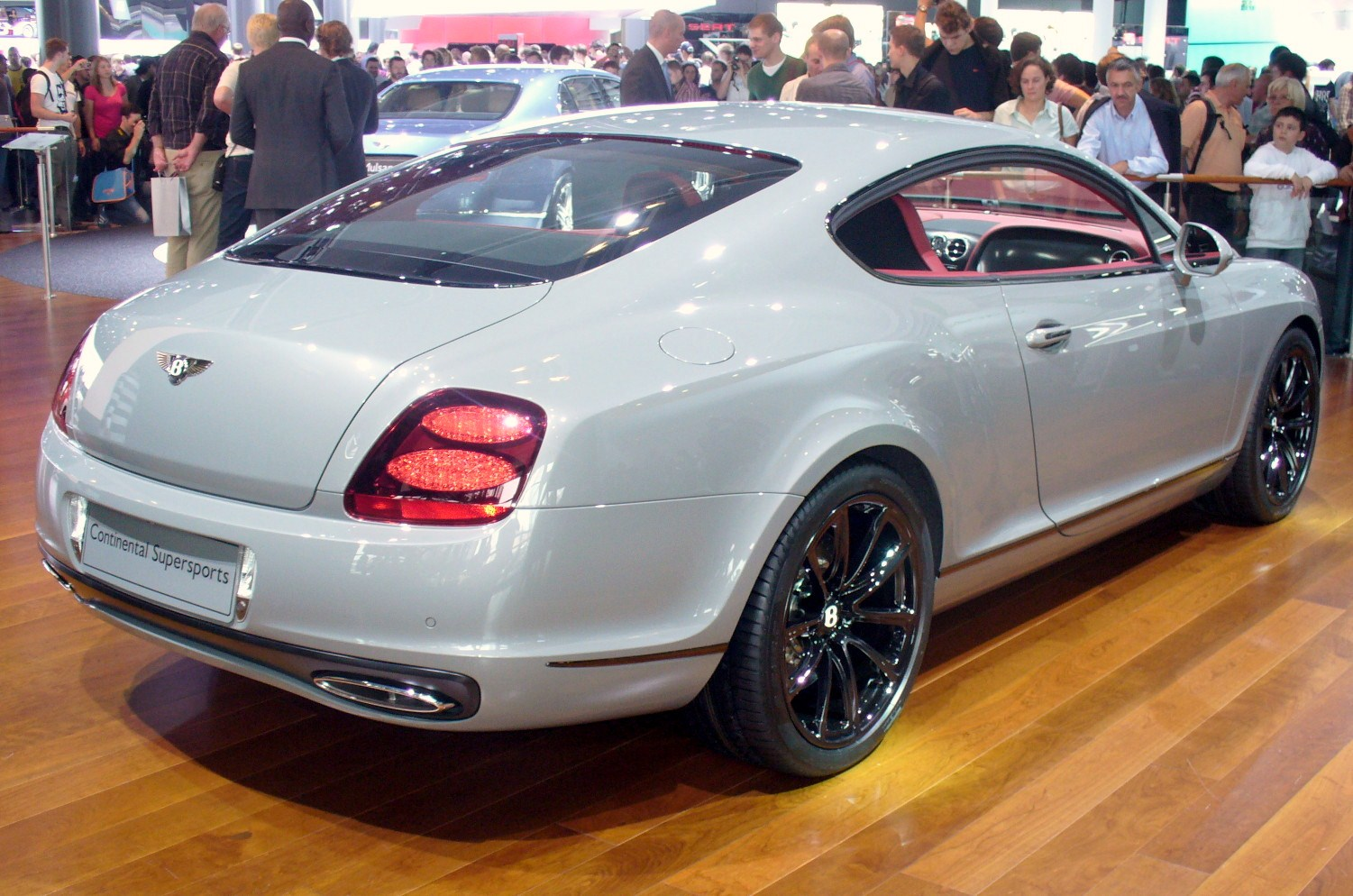
Vista posteriore

Nel 2009, la Bentley ha presentato una versione speciale ad alte prestazioni della Continental GT, denominata Supersports. Questa vettura, per ridurre l'impatto ambientale ed incrementare al contempo le prestazioni, impiega come propellente il bioetanolo E85. Per aumentare l'aderenza della vettura, sono stati introdotti dei nuovi pneumatici da 20", misura che ha richiesto l'allargamento del passaruota di 25 mm. Gli interni sono stati rimaneggiati per accrescerne la sportività, in quanto sono stati eliminati i sedili posteriori e per la realizzazione sono stati usati materiali come carbonio, alcantara e pelle. Ciò ha permesso un alleggerimento della vettura pari a 45 kg. Altri accorgimenti hanno ridotto il peso ad un totale di 2240 kg. Il propulsore dotato di turbocompressori è in grado di erogare 630 CV a 6.000 giri/min con coppia sugli 800 Nm tra i 1.700 e 5.600 giri/min. Per aumentarne le prestazioni è stato eseguito uno studio computerizzato della fluidodinamica che ha comportato una modifica del design del frontale per consentire un aumento del 10% della portata d'aria verso intercooler e radiatori anteriori e il miglioramento dei flussi aerodinamici. Così impostata, la vettura passa da 0 a 100 km/h in 3,9 secondi. Ulteriori miglioramenti sono stati apposti al cambio automatico a 6 rapporti modello ZF 6HP26 e alla trazione integrale permanente. L'impianto frenante è costituito da 4 freni a disco in carboceramica uniti agli impianti di controllo guida ABS ed ESP.

### Continental GTZ

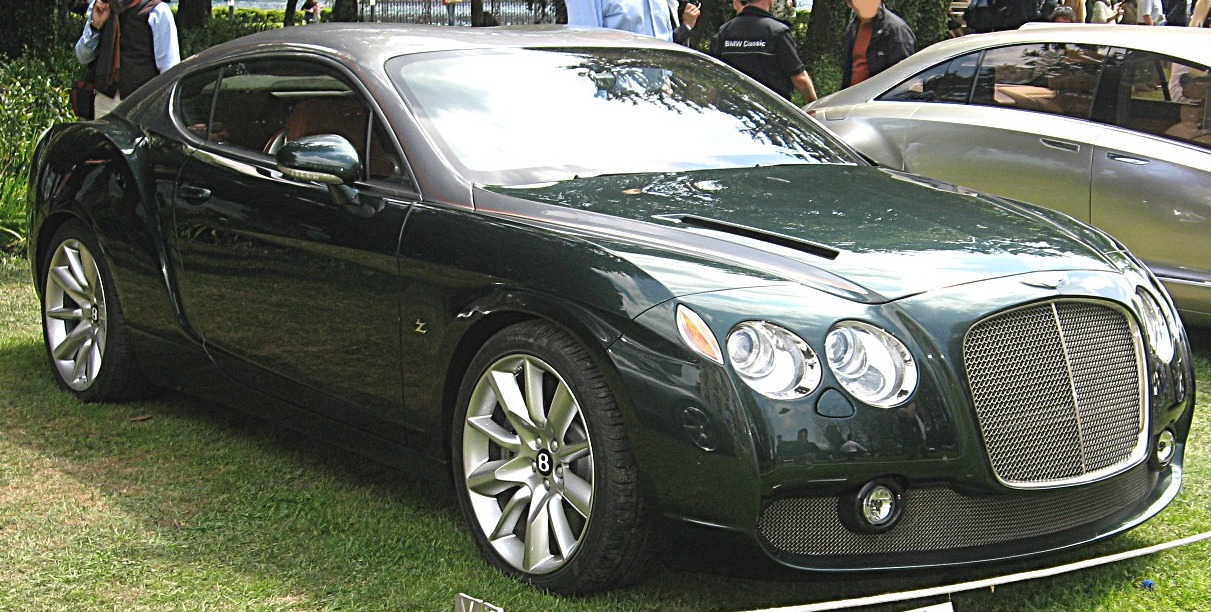
La Bentley Continental GTZ

Al salone automobilistico di Ginevra del 2008 la Bentley presentò una one-off della Continental GTC ricarrozzata dalla carrozzeria Zagato, la GTZ. La parte meccanica, a differenza della carrozzeria, era la medesima del modello originale. Il modello GTZ monta un motore V12 twin-turbo anteriore longitudinale da 6 litri ed utilizza un cambio a sei marce con trazione integrale e controllo trazione. da 0 a 100 in 4.5 secondi e con una velocità massima di 326km/h. Il prezzo si aggira intorno ai 500000 dollari.

### Continental Flying Star Touring

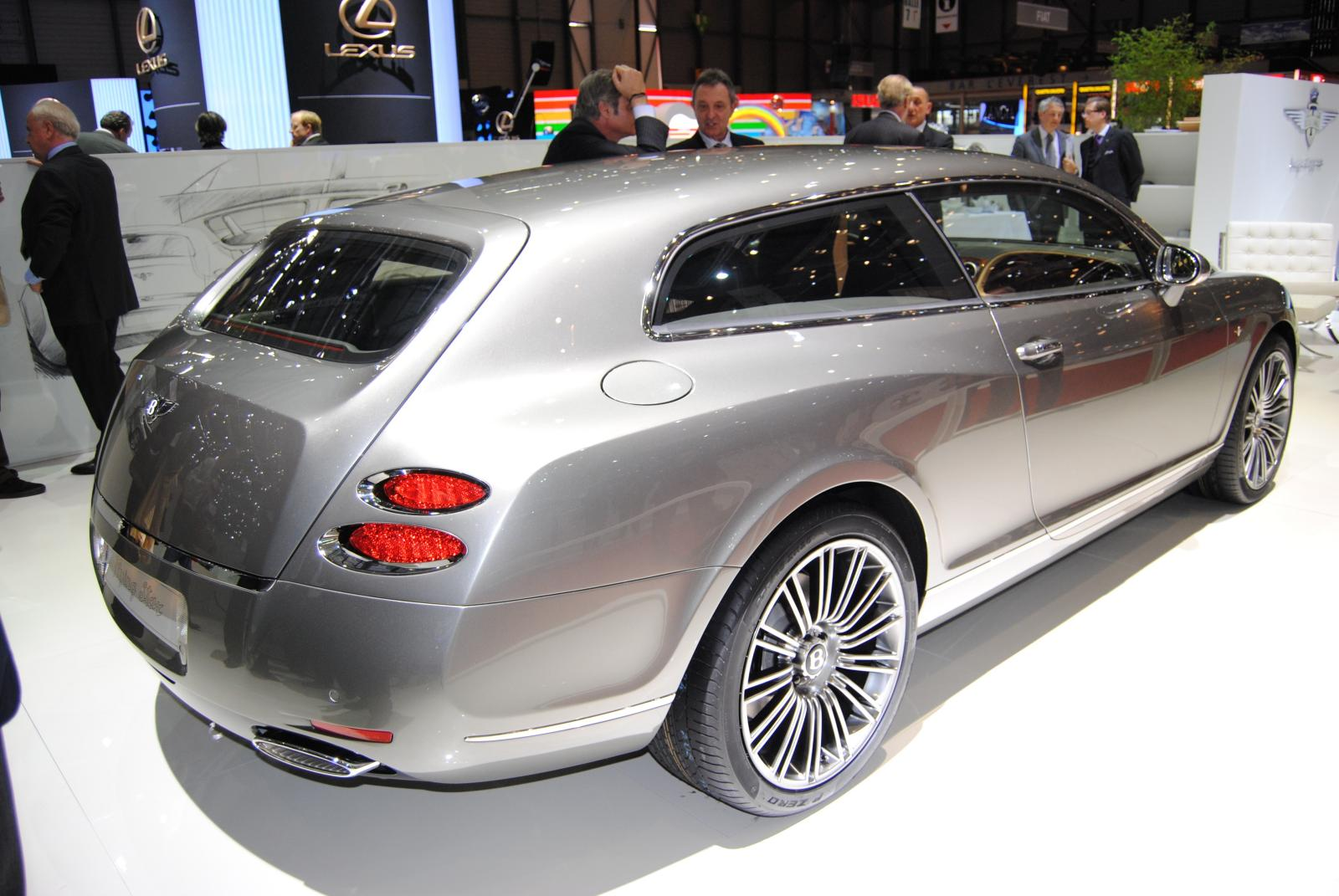
Una Bentley Continental Flying Star

Nel 2010 la carrozzeria Touring ha presentato la one-off Flying Star della Continental. Utilizzando come base meccanica il modello coupé, la vettura si presenta come una shooting brake con il pianale di carico lungo due metri grazie ai sedili posteriori abbattibili e dalla capienza di 1200 litri.

## Seconda generazione (2011-2018)
Il veicolo è stato presentato al Motor Show di Parigi del 2010. L'ordinazione della Continental GT è iniziata nell'ottobre 2010, con le consegne della Continental GT 2011 a partire dal primo trimestre del 2011.

### Continental GT V8

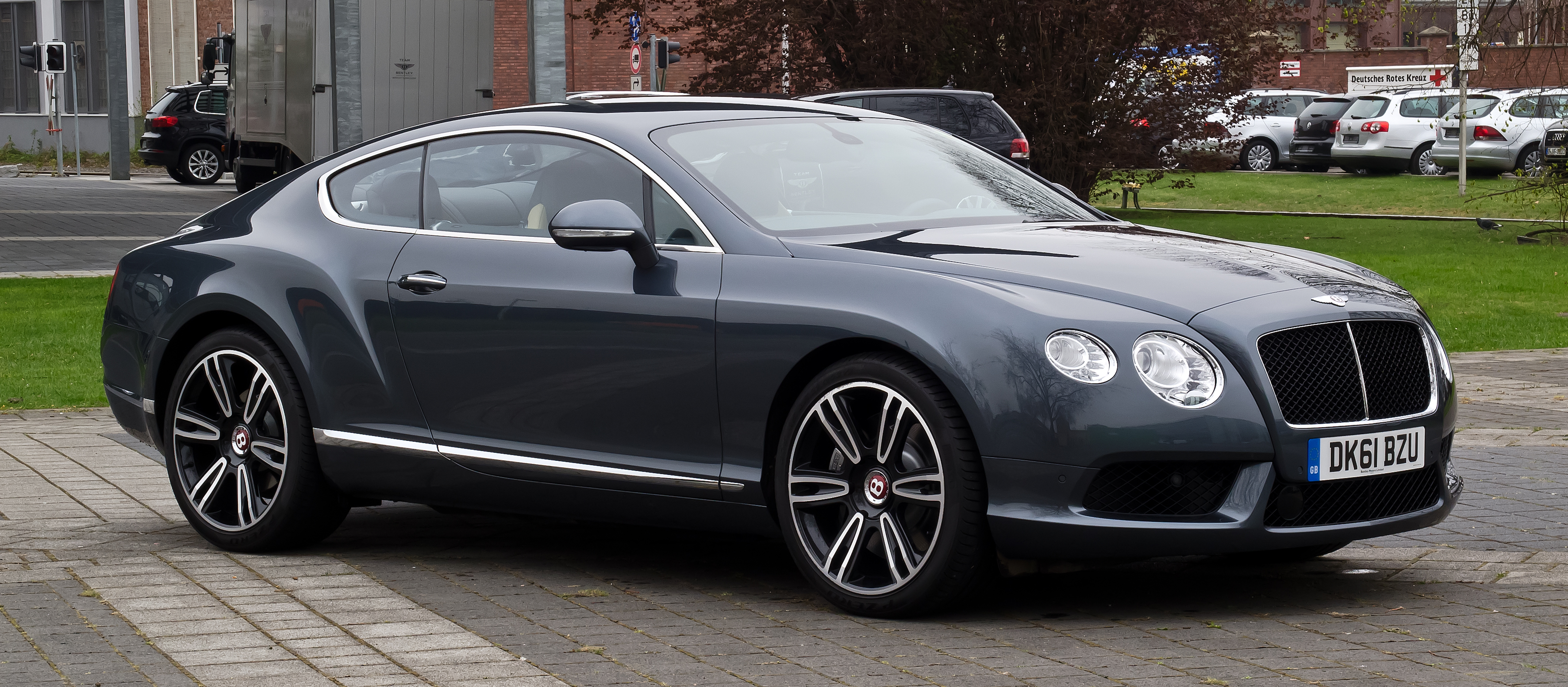
Una Bentley Continental GT V8

La V8 è una versione depotenziata della GT. Presentata nel 2012, era dotata di un propulsore V8 twin-turbo 4.0 dalla potenza di 500 CV con coppia di 600 Nm. Quest'ultimo era gestito da un cambio automatico ad otto rapporti. L'autonomia era di 800 km con un pieno. I cerchi erano da 20".

### Continental GT V8 S

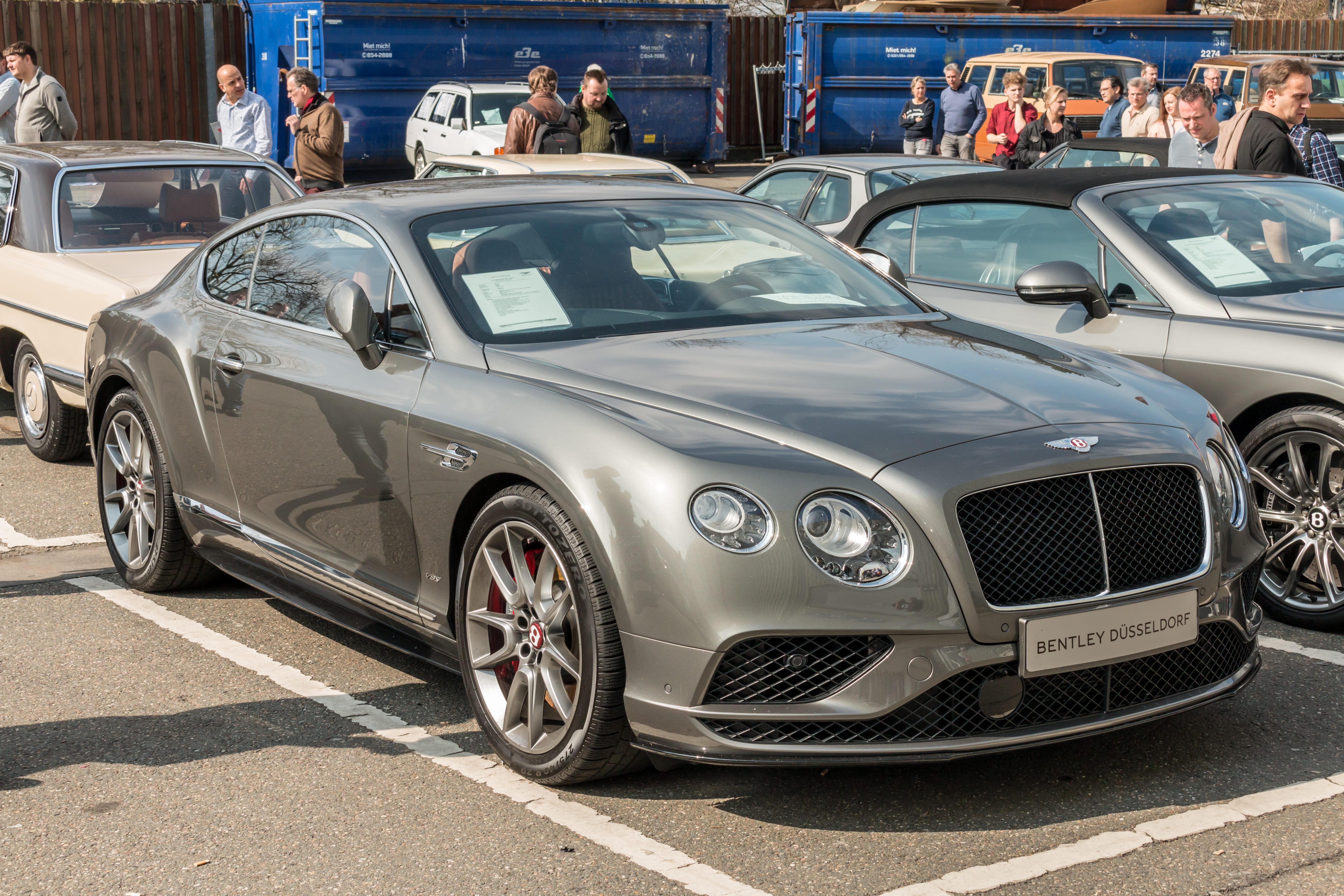
Una Bentley Continental GT V8 S

Nel 2013 è stata introdotta la versione S della Continental GT V8. Era dotata di nuove sospensioni sportive ribassate e il propulsore V8 Twinturbo era stato potenziato a 521 CV di potenza, con coppia di 680 Nm. Quest'ultimo veniva gestito da un cambio automatico ZF ad otto marce. L'accelerazione avveniva in 4,5 secondi, con velocità massima di 309 km/h. L'aerodinamica ha subito diversi ritocchi per migliorare il flusso dell'aria e il raffreddamento delle componenti meccaniche.

### Continental GT3-R

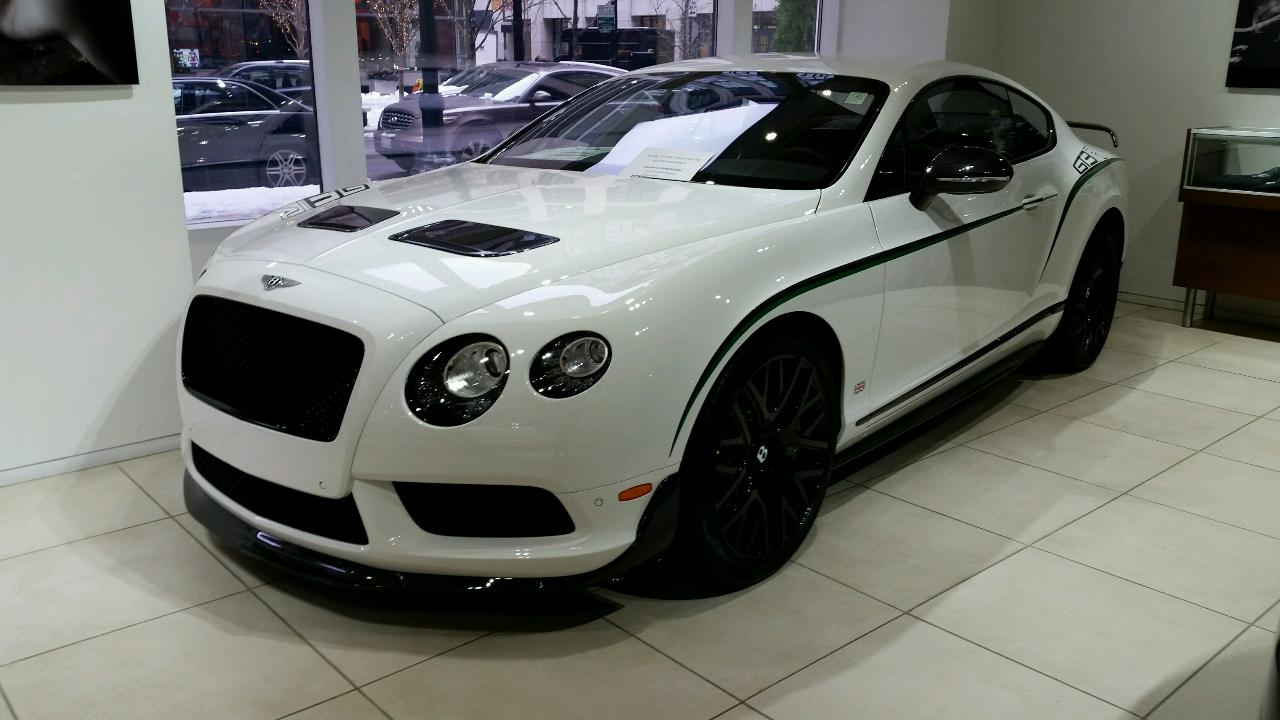
Una Bentley Continental GT3-R

Basandosi sulla Continental GT3 da competizione, nel 2014 i tecnici dell'azienda inglese costruirono una versione stradale del mezzo in 300 esemplari, la GT3-R. Il propulsore che la equipaggiava era un 4.0 twin-turbo V8 che sviluppava 572 CV di potenza con 700 Nm di coppia gestito da un cambio automatico ZF a otto rapporti. Ciò permetteva il raggiungimento di una velocità massima di 273 km/h con accelerazione da 0 a 100 km/h in 3,6 secondi. Numerose componenti superflue sono state eliminate per alleggerire il peso del mezzo e sono state montate nuove sospensioni sportive irrigidite e nuovi cerchi forgiati da 21" avvolti in pneumatici sportivi Pirelli. L'impianto frenante era costituito da freni a disco realizzati in CSiC (Carbon Silicon Carbide), mentre numerose componenti della GT3-R sono stati costruiti in fibra di carbonio.

## Terza generazione (2018-2024)

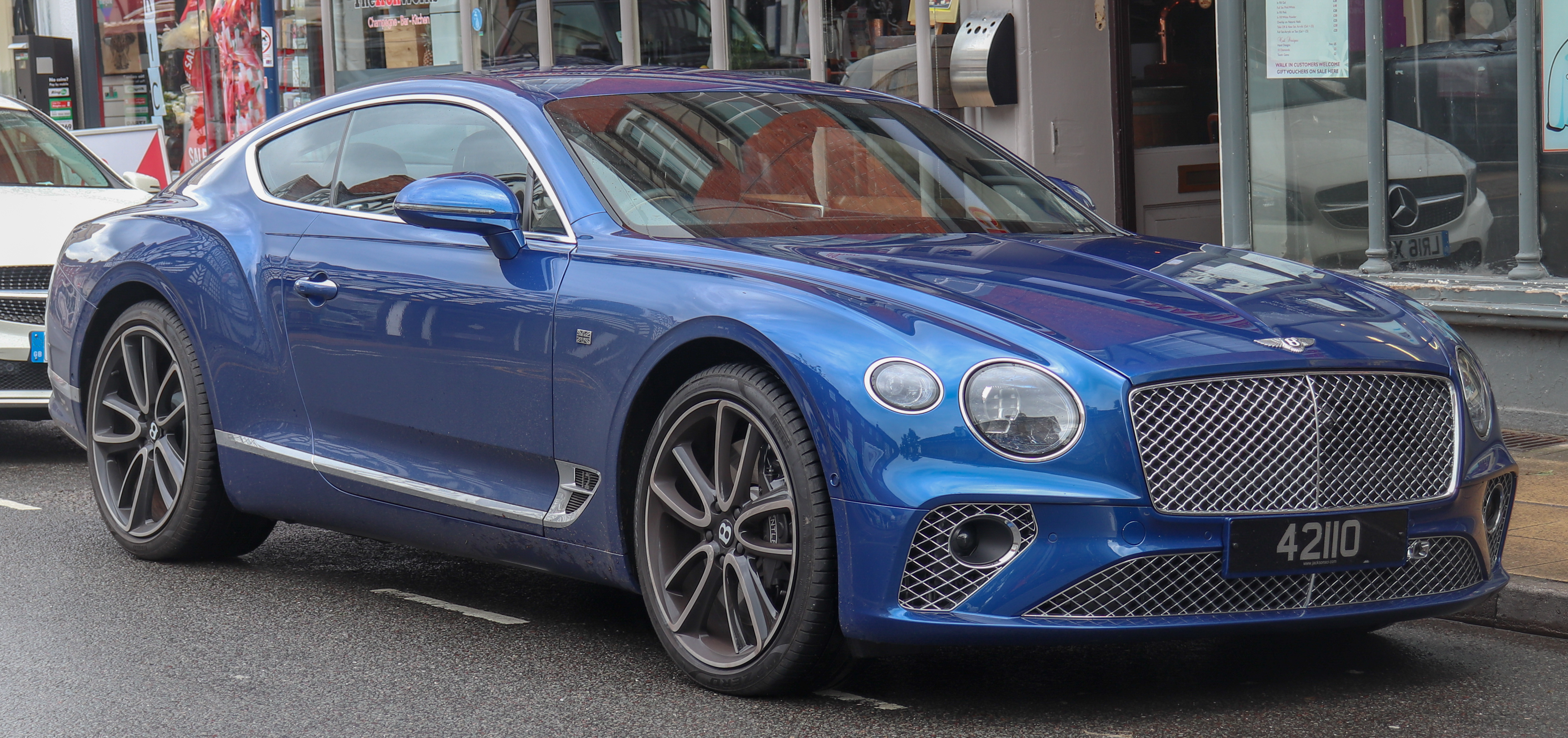
Continental di 3 serie

La Continental GT di terza generazione è stata rilasciata il 29 agosto 2017. Il modello ha fatto il suo debutto quando è stato presentato al Motor Show di Francoforte 2017 dove ha attirato un enorme pubblico. La produzione è iniziata nel 2018 con un prezzo base di £ 156.700. Nel gennaio 2019, Bentley ha annunciato che avrebbe celebrato il suo centenario con un'auto in edizione limitata, probabilmente basata sulla Continental GT, che avrebbe debuttato al salone dell'auto di Ginevra. A novembre 2018 ha visto il debutto di una Bentley Continental GT Convertible del 2019, messa in vendita nel 2019.
Il modello condivide la piattaforma MSB sviluppata da Volkswagen con la Porsche Panamera di seconda generazione. Rispetto ai modelli precedenti, l'auto presenta una carrozzeria più leggera (> 80 kg), un passo allungato (135 mm), un sistema di controllo del rollio da 48 volt e un nuovo motore W12 TSI da 6,0 litri, oltre a una significativa revisione degli interni, incluso un display rotante, il primo del settore.

## Quarta generazione (dal 2024)

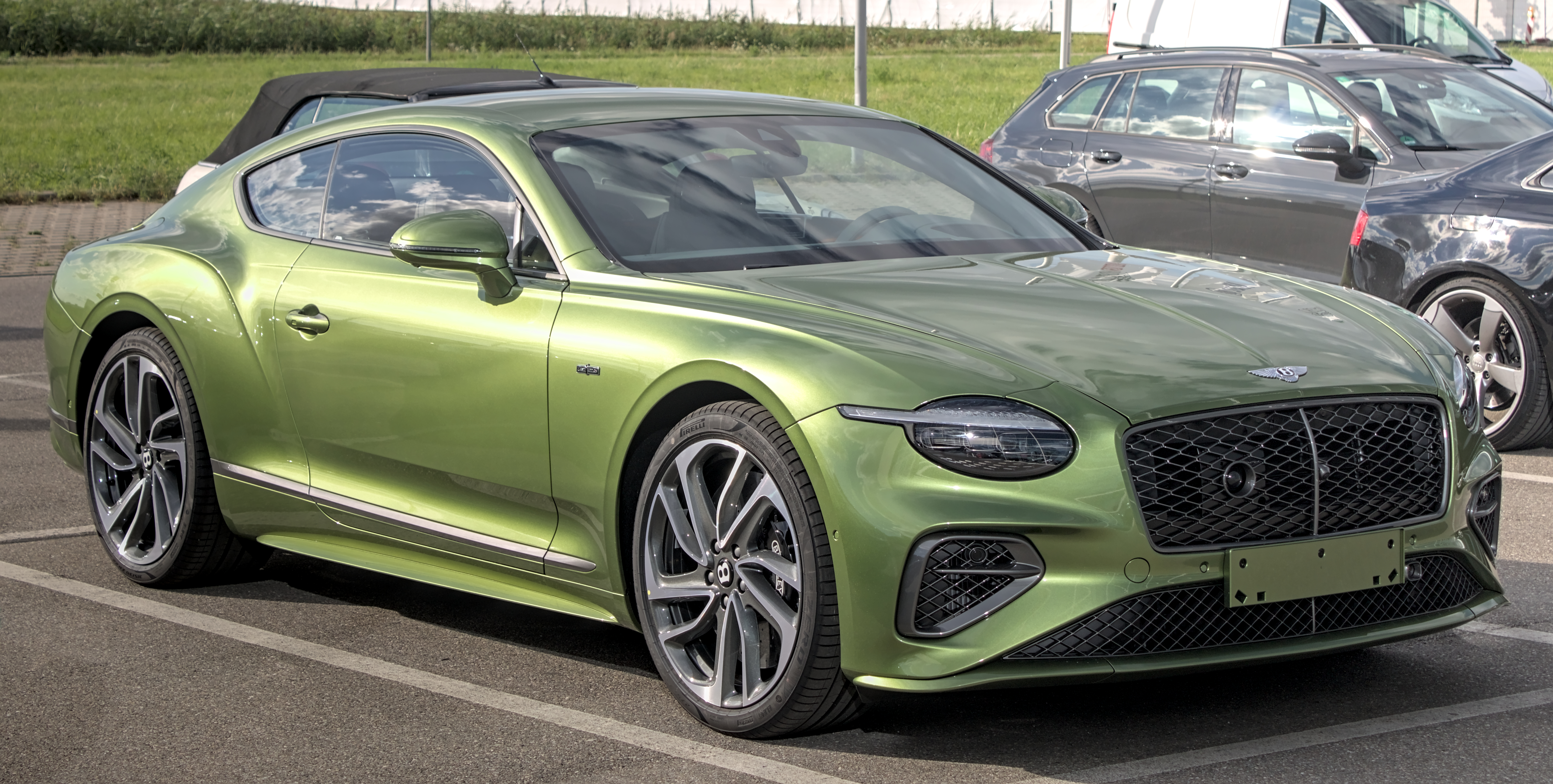
Continental di 4 serie

La Continental GT di quarta generazione è stata rilasciata il 25 giugno 2024, dopo diverse settimane di anteprime mediatiche con il prototipo del modello. La quarta generazione di Continental è stata introdotta con la specifica Speed top di gamma che ha fatto il suo debutto pubblico al Goodwood Festival of Speed 2024.
La quarta generazione della GT Speed è alimentata da un motore V8 biturbo Ultra Performance Hybrid, che sostituisce il motore W12 uscente che ha cessato la produzione a metà del 2024. Con una potenza massima di 782 CV e una coppia massima di 1.000 Nm, il nuovo motore ibrido consente all'auto di accelerare da 0 a 100 km/h in 3,2 secondi.

## Attività sportiva

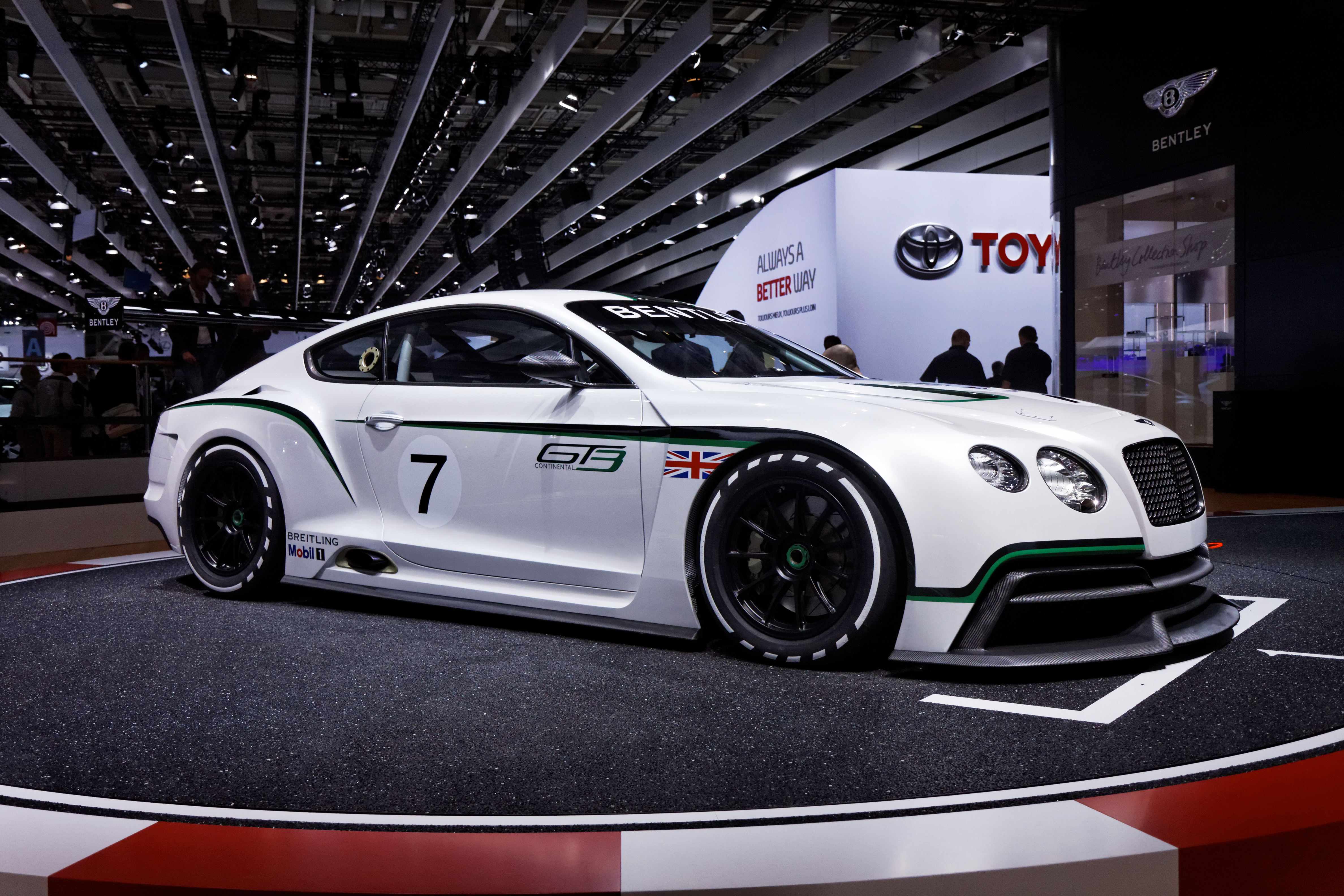
La Bentley Continental GT3-R con la livrea da competizione presentata al Motor Show di Parigi

Nel 2013 la Continental GT è stata iscritta a competizioni con specifiche FIA GT3. La vettura era stata alleggerita di 1000 kg rispetto al modello di serie e il suo propulsore V8 4.0 era stato elaborato per produrre una potenza di 600 CV. Quest'ultimo era gestito da un cambio Xtrac a sei marce con differenziale a slittamento limitato collegato ad un albero motore in fibra di carbonio. Il corpo vettura era stato aggiornato con un nuovo kit aerodinamico in carbonio per adattarsi alle nuove prestazioni del mezzo. L'impianto frenante era costituito da freni a disco in acciaio con pinza a sei pistoncini all'anteriore e quattro pistoncini al posteriore. L'attività sportiva a livello mondiale è proseguita con la partecipazione alla Blancpain Sprint Series.

## Motorizzazioni
| Modello                       | Disponibilità  | Motore  | Cilindrata cm³ | Potenza         | Coppia max Nm | Emissioni CO2 (g/km) | 0–100 km/h (secondi) | Velocità max (km/h) | Consumo medio (km/l) |
| GT 4.0 V8 Coupé automatica    | dal 2012       | Benzina | 3993           | 373 kW (507 CV) | 660           | 248                  | 4,8                  | 303                 | 9,5                  |
| GT 4.0 V8 S Coupé automatica  |                | Benzina | 3993           | 389 kW (529 CV) | 680           | 246                  | 4,5                  | 309                 | 10,5                 |
| GT 6.0 W12 Coupé automatica   | dal debutto    | Benzina | 5998           | 423 kW (575 CV) | 700           | 384                  | 4,6                  | 318                 | 6,1                  |
| GT 6.0 W12 Coupé automatica   |                | Benzina | 5998           | 434 kW (590 CV) | 720           | 330                  | 4,5                  | 319                 | 14,2                 |
| GT 6.0 Coupé Supersports aut. | dal debutto    | Benzina | 5998           | 463 kW (630 CV) | 800           | 388                  | 3,9                  | 329                 | 6,1                  |
| GT 6.0 Coupé Speed aut.       | da giugno 2012 | Benzina | 5998           | 459 kW (625 CV) | 800           | 388                  | 4,2                  | 329                 | 6,1                  |
| GT 6.0 W12 Speed Coupé aut.   |                | Benzina | 5998           | 472 kW (642 CV) | 840           | 338                  | 4,1                  | 331                 | 14,6                 |
| Continental Supersports       |                | Benzina | 5998           | 522 kW (710 CV) | 1017          | 358                  | 3,5                  | 336                 | 15,7                 |